# 天太玉命神社

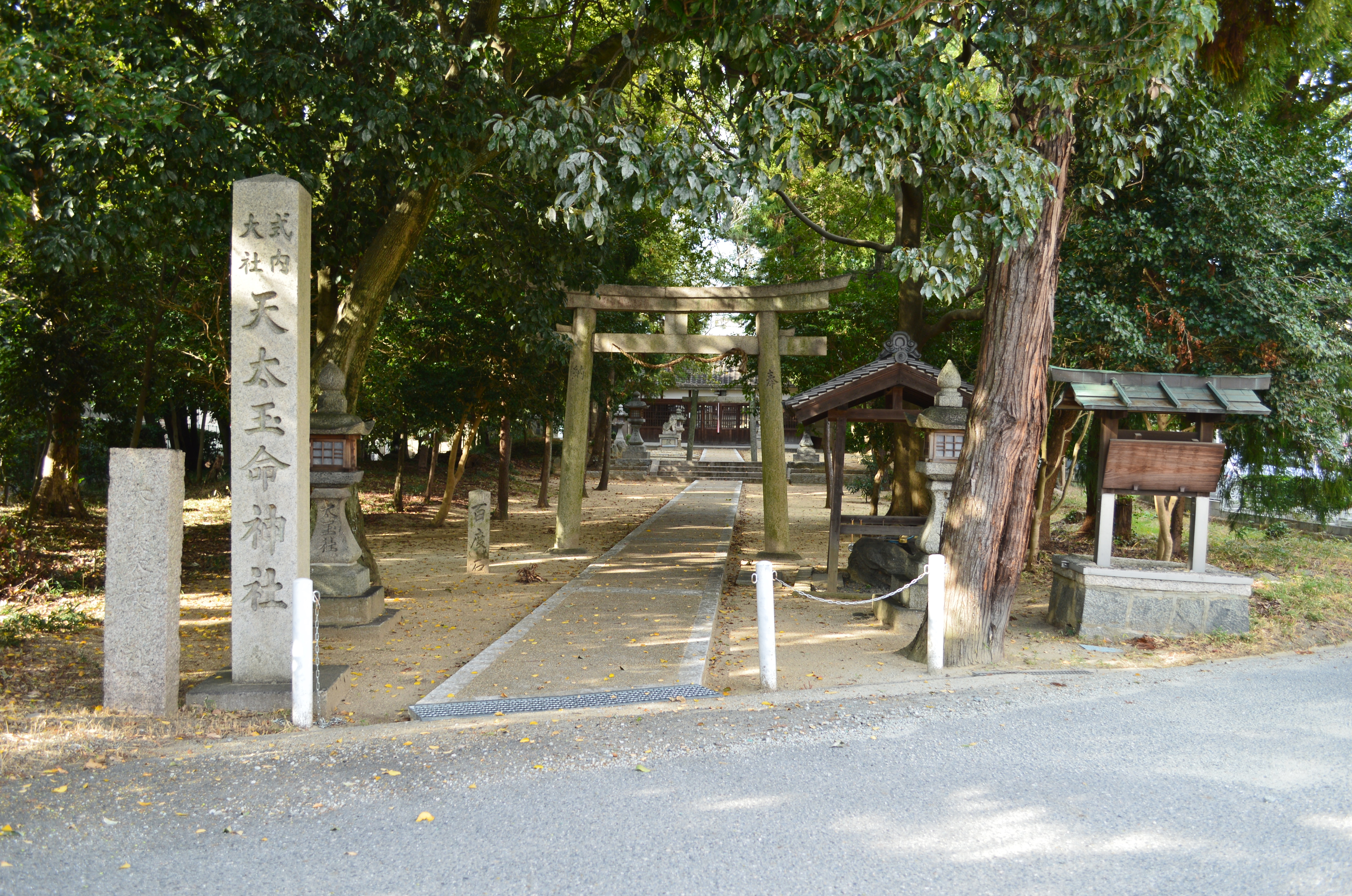
境内入り口

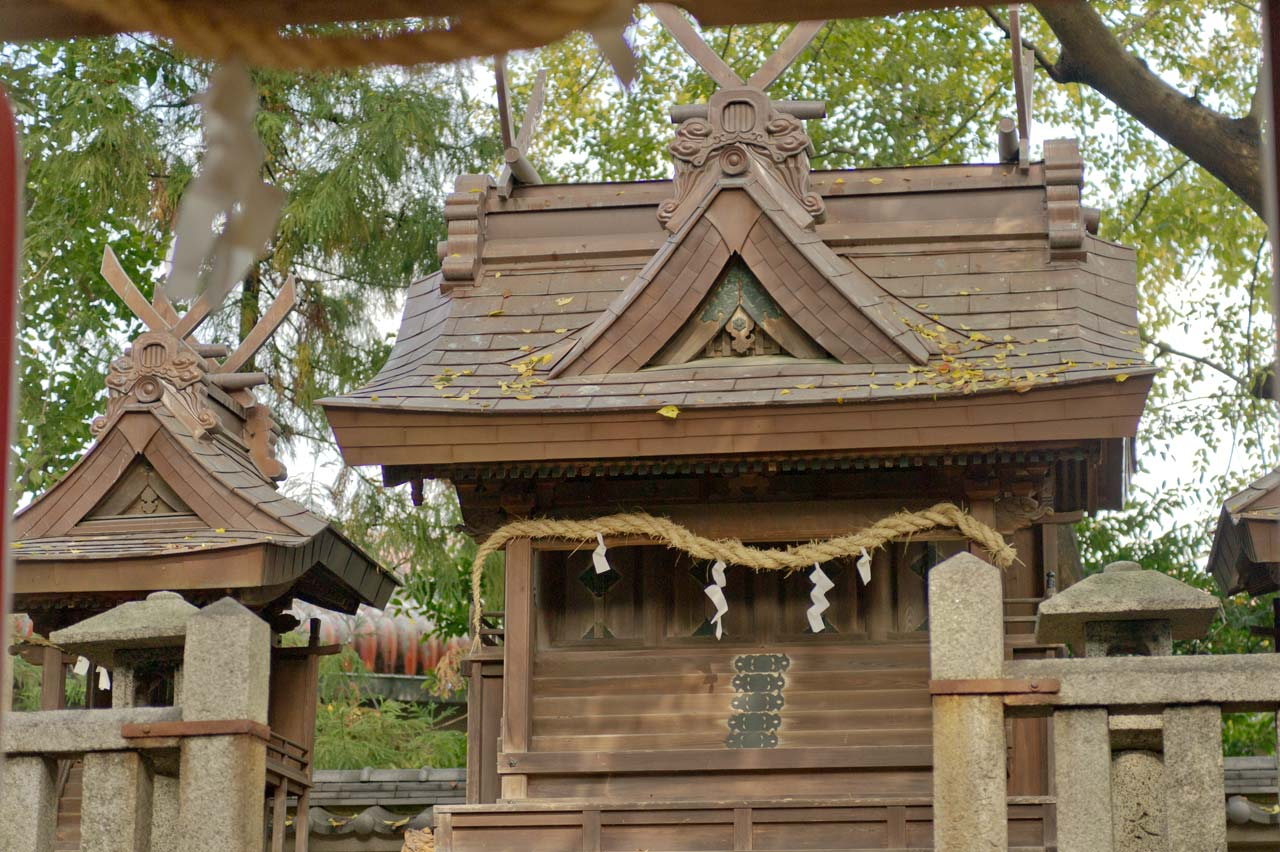
本殿

天太玉命神社（あめふとたまのみことじんじゃ/あめのふとたまのみことじんじゃ）は、奈良県橿原市忌部町にある神社。式内社（名神大社）で、旧社格は村社。
古代氏族の忌部氏（斎部氏）の氏神として知られる。

## 祭神
祭神は次の4柱。
- 天太玉命（あめふとたまのみこと/あめのふとたまのみこと）
- 大宮売命（おおみやのめのみこと）
- 豊石窓命（とよいわまどのみこと）
- 櫛石窓命（くしいわまどのみこと）

延長5年（927年）成立の『延喜式』神名帳での祭神の記載は4座。同帳では「太玉命神社四座」として、祭神1座を太玉命神とするが、もう3座は明らかでない。なお、『延喜式』の名神祭条でも祭神を4座とする。

### 祭神について
主祭神の太玉命（フトダマ）は、古代氏族の忌部氏（いんべうじ、斎部氏）の祖神として知られる。『古事記』・『日本書紀』・『古語拾遺』ではこの神について、天照大神の岩戸隠れの際に天児屋命（中臣氏祖神）とともに神事を行なったことや、瓊瓊杵命（邇邇芸命）の天孫降臨の際に五部神（五伴緒）の1神として従ったことが記されている。その太玉命を祖とする忌部氏は、中臣氏とともに宮中祭祀を分掌した氏族であり、『延喜式』神名帳に「太玉命神社」として見える当社は、その忌部氏の氏神と推測される。また天太玉命神社の鎮座地一帯は、地名に「忌部」と見えることから忌部氏の本拠地（本貫）に比定される。ただし当社が神名帳の「太玉命神社」に比定されるのは、元禄10年（1697年）に松下見林が『太玉命社記』において提唱して以後のことで、古い由緒については詳らかでない。
前述の通り、『延喜式』神名帳では祭神を4座とするが詳細は明らかでない。これについて、『五郡神社記』では天太玉神・大宮乃売神・太玉命（天富命か）・天比乃理咩命の4神に比定するほか、松下見林の『太玉命社記』では天太玉命・大宮売命・豊石窓命・櫛石窓命の4神に比定しており、後者が現在に踏襲されている。大宮売命・豊石窓命・櫛石窓命の3神は、『古語拾遺』・『先代旧事本紀』において太玉命の御子神に位置づけられる神々になる。
なお、後述のように『類聚三代格』の貞観10年（868年）太政官符では、「天太玉神」の社は臼滝神・賀屋鳴比女神の社とともに飛鳥神の裔に位置づけられている。

## 歴史

### 概史
創建は不詳。前述のように、天太玉命神社の鎮座地一帯は忌部氏の本拠地（本貫）と見られ、当社はその忌部氏の氏神として祀られたと推測される。
国史では、天安3年（859年）に「太玉命神」の神階が従五位上に昇叙された旨の記事が見える。また『類聚三代格』の貞観10年（868年）6月28日太政官符では、飛鳥神の四裔神の1つに「天太玉神」の社が挙げられている。
延長5年（927年）成立の『延喜式』神名帳では大和国高市郡に「太玉命神社四座 並名神大 月次新嘗」として、4座が名神大社に列するとともに、朝廷の月次祭・新嘗祭では幣帛に預かる旨が記載されている。また『延喜式』臨時祭の名神祭条においても、「太玉神社四座」として見える。しかし、中臣氏の伸長に反して忌部氏は奈良時代・平安時代頃に衰退し、太玉命神社もまた以後は衰退したものと見られている。
室町時代、嘉吉元年（1441年）の「興福寺官務牒疏」では高市郡忌部に鎮座する「太玉神」の記載が見え、興福寺の末で、神宮寺には蓮光寺があることが記されている。
江戸時代には「春日社」と称されていたが、元禄10年（1697年）に松下見林によって『延喜式』神名帳の「太玉命神社」に比定された。
明治維新後、明治41年（1908年）10月に近代社格制度において村社に列した。

### 神階
- 天安3年（859年）1月27日、従五位下から従五位上 （『日本三代実録』） - 表記は「太玉命神」。

## 摂末社
- 玉依姫命神社 - 祭神：玉依姫命[3]。本殿の向かって右手に鎮座する。
- 春日神社 - 祭神：天児屋根命[3]。本殿の向かって左手に鎮座する。

## 現地情報
所在地
- 奈良県橿原市忌部町字一ノ道153

交通アクセス
- 鉄道：西日本旅客鉄道（JR西日本）桜井線（万葉まほろば線） 金橋駅 （徒歩約13分）